# Zakramentali
Za Jezusova sveta znamenja glej Zakrament
Zakramentali so sveta znamenja, ki jih je ustanovila Cerkev v pastoralno dobro božjega ljudstva. Kot bogoslužna dejanja vernike spodbujajo k češčenju Boga in jih pripravljajo, da dosežejo glavne učinke zakramentov ter primerno posvečujejo različne življenjske okoliščine (prim. B 60-61). Namenjeni so posvečevanju nekaterih služb v Cerkvi, nekatere življenjske poklicanosti, najrazličnejše okoliščine krščanskega življenja, pa tudi uporabo stvari, ki so za ljudi koristne. Po pastoralnih odločitvah škofov morajo ustrezati potrebam, kulturnim in zgodovinskim okoliščinam, lastnim kristjanom kakšne pokrajine, ustrezno času. Zakramentali vedno vsebujejo molitev, ki jo pogosto spremlja določeno znamenje, npr. polaganje rok, znamenje križa, pokropitev z blagoslovljeno vodo (ki spominja na krst).
Med najpogostejše zakramentale v Rimskokatoliški Cerkvi sodijo blagoslovi  (oseb, hrane, predmetov, krajev). Ker je vsak blagoslov hvaljenje Boga in prošnja za dosego namena blagoslova, Cerkev podeljuje blagoslov s klicanjem Jezusovega imena in navadno tako, da duhovnik napravi znamenje križa. 
Nekatere blagoslovitve imajo trajen pomen in učinek, da posvetijo osebe Bogu in da posvetijo predmete in lokacije za liturgično rabo. Med blagoslove oseb (ne gre jih zamenjevati z zakramentalno posvetitvijo) sodijo blagoslovitev opata ali opatinje kakega samostana, obred redovniške zaobljube in blagoslovi za nekatere cerkvene službe (misijonarje, bralce, mašne pomočnike, katehiste itd.). Med blagoslovitve predmetov spadajo posvetitve (dedicatio), tj. blagoslovitev cerkve, kapele, križa ali oltarja, blagoslovitev svetih olj, vode, vina, ognja, bogoslužnih posod in oblačil, cerkvenih zvonov itd.
Kadar Cerkev javno in z oblastjo prosi v imenu Jezusa Kristusa, da bi bila kaka oseba ali kak predmet zavarovan zoper vpliv hudobnega duha in odtegnjen njegovemu vplivu, gre za eksorcizem (zarotovanje, izganjanje hudega duha). Jezus sam ga je izvrševal (Mr 1,25), od njega ima Cerkev oblast in nalogo izganjati hude duhove (prim. Mr 3,15 Mr 6,7.13 Mr 16,17). V preprosti obliki se eksorcizem (zarotovanje) uporablja pri krstu. Izganjanje hudega duha, imenovano tudi  »veliki eksorcizem«, lahko izvrši samo duhovnik z dovoljenjem škofa, pri tem pa se mora strogo držati od Cerkve postavljenih pravil. 